# 창녕 직교리 당간지주
창녕 직교리 당간지주(昌寧 直橋里 幢竿支柱)는 대한민국 경상남도 창녕군 창녕읍 직교리에 있는 당간지주이다.
1983년 7월 20일 경상남도의 문화재자료 제17호 직교리 당간지주로 지정되었다가, 2018년 12월 20일 현재의 명칭으로 변경되었다.

## 개요
당간지주는 사찰 입구에 설치하는 것으로, 절에 행사나 의식이 있을 때면 당이라는 깃발을 걸어두는데, 이 깃발을 다는 길다란 장대를 당간이라 하며, 당간을 양쪽에서 지탱해주는 두 돌기둥을 당간지주라 한다. 드물게 당간이 남아있는 예가 있으나, 대개는 두 지주만이 남아있다.
이 당간지주에서 멀지 않은 곳에 술정리동삼층석탑(국보 제34호)·서삼층석탑(보물 제520호)이 있어, 이 일대에 큰 절이 있었을 것으로 짐작되나 절의 이름은 알 수 없다. 마주보는 두 기둥의 안쪽면에는 당간을 고정시키기 위한 구멍이 두 개씩 있는데, 한쪽 기둥의 윗부분에 작은 기둥을 깍아 놓아 다른 곳에서는 볼 수 없는 특이한 모습이다.

## 같이 보기
- 창녕 술정리 동 삼층석탑 (국보 제34호)
- 창녕 술정리 서 삼층석탑 (보물 제520호)

## 참고 자료
- 직교리당간지주 - 국가유산청 국가유산포털